# Polskie Stowarzyszenie Golfa Kobiet
Polskie Stowarzyszenie Golfa Kobiet - stowarzyszenie zrzeszające golfistki i kobiety sympatyzujące z tą dyscypliną sportową. Głównym celem organizacji jest popularyzacja golfa wśród kobiet.  
PSGK zostało zarejestrowane 20 października 2015 r. Funkcję prezeski pełni Elżbieta Panas. Członkiniami honorowymi są: brytyjska golfistka Vivien Saunders i Angela Howe, dyrektorka British Golf Museum w St Andrews. Członkiem honorowym jest Wojciech Pijanowski.
25 marca 2019 r. Stowarzyszenie zostało przyjęte w poczet członków wspierających Polskiego Związku Golfa. 